# Gurnard
Gurnard est un village et une paroisse civile de l’île de Wight, en Angleterre. Gurnard se trouve au bord de la baie de Gurnard, appréciée par le Gurnard Sailing Club.
Une fortification connue sous le nom de Fort Gurnard a été construite sur un promontoire à l'ouest du marais Gurnard vers 1600. Cependant, le terrain a été érodé et toutes les traces ont disparu jusqu'à ce qu'une fouille archéologique d'une villa romaine en 1864 découvre également des traces du fort de Gurnard.